# Boulton Paul P.111
Boulton Paul P.111 – brytyjski samolot eksperymentalny przeznaczony do badania zachowania się skrzydła typu delta w lotach z prędkościami przydźwiękowymi. Była to pierwsza brytyjska maszyna zbudowana w takim układzie konstrukcyjnym.

## Historia
Wraz z zakończeniem II wojny światowej w ręce aliantów wpadły hitlerowskie dokumenty i plany nowych, rewolucyjnych jak na czasy, w których powstawały konstrukcji lotniczych. Jedną z nich były maszyny z trójkątnym skrzydłem, których prekursorem budowy był niemiecki inżynier Alexander Lippisch. Niestety dla Brytyjczyków został on przerzucony do Stanów Zjednoczonych w ramach operacji Paperclip (spinacz). Brytyjczycy poszli własną drogą wydając w 1946 roku specyfikacje E.27/46, w której określono warunki techniczne jakie musi spełniać nowa maszyna przeznaczona do badań w locie uskrzydlenia typu delta. Realizacji projektu podjęła się wytwórnia Boulton Paul Aircraft. Wynikiem prac inżynierów był samolot oznaczony jako P.111. Z założenia nie przewidywano dalszego rozwoju konstrukcji w kierunku budowy maszyn seryjnych. Miała być to jedynie platforma do wykonania niezbędnych testów i badań. Gotową maszynę przekazano do Royal Aircraft Establishment w Boscombe Down gdzie po raz pierwszy wzbiła się w powietrze 10 października 1950 roku. Za jej sterami siedział pilot Bob Smyth. Próby w locie maszyny trwały aż do 1953 roku kiedy to P.111 został poddany modyfikacjom polegającym na zamontowaniu na dziobie maszyny wysięgnika pomiarowego oraz na dodaniu czterech hamulców aerodynamicznych. Zmodyfikowany samolot otrzymał oznaczenie P.111A. Z racji swojego żółtego malowania otrzymał również nazwę nieoficjalną "Yellow Peril". P.111A w swój dziewiczy lot wzbił się 2 lipca 1953 roku. Royal Air Force przeprowadzała na samolocie badania aż do 1958 roku kiedy to maszyna została przekazana do Cranfield University jako pomoc naukowa. W 1985 roku samolot został przekazany do Midland Air Museum w hrabstwie Warwickshire, gdzie można ją oglądać do dziś.

## Konstrukcja
P.111 był jednomiejscowym, wolnonośnym, jednosilnikowym, bezogonowym średniopłatem o całkowicie metalowej konstrukcji. Skrzydło typu delta o skosie na krawędzi natarcia wynoszącym 45° i 0° na krawędzi spływu. Skrzydło zaopatrzone w sterolotki umieszczone na krawędzi spływu. Końcówki płata były wymienne, dzięki czemu można było badać charakter opływu w zależności od kształtu zakończenia skrzydła. Zwężający się w kierunku tyłu kadłub o półskorupowej konstrukcji. Spłaszczony eliptycznie dziób kadłuba mieścił wlot powietrza do silnika. Brak usterzenia poziomego, usterzenie pionowe o kształcie identycznym jak skrzydło. Podwozie trójpodporowe chowane w locie, przednie do wnęki w kadłubie, główne do wnęk w płacie. Maszyna posiadała spadochron hamujący skracający dobieg samolotu. Był on umieszczony w pojemniku znajdującym się na kadłubie po lewej stronie steru pionowego. Silnik turboodrzutowy Rolls-Royce Nene R3N2 znajdował się za hermetyzowaną kabiną pilota.